# Invisible Landscapes (Masters)
Invisible Landscapes – tomik amerykańskiego prozaika, poety i dramaturga Edgara Lee Mastersa, opublikowany w 1935. Za zbiorek autor otrzymał Gold Emblem of Honor przyznawany przez National Poetry Center of New York State.